# Bulbophyllum hirsutum
Bulbophyllum hirsutum là một loài phong lan thuộc chi Bulbophyllum.